# بين البيتين (وشحة)

تعديل مصدري - تعديل

بين البيتين هي إحدى قرى عزلة ضاعن بمديرية وشحة التابعة لمحافظة حجة، بلغ تعداد سكانها 186 نسمة حسب تعداد اليمن لعام 2004.